# Marek Mendyk

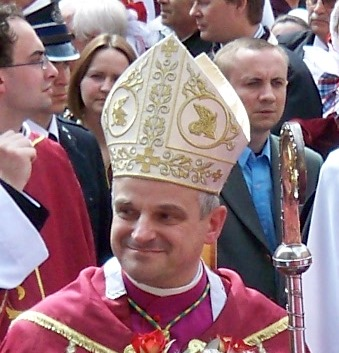
Marek Mendyk, Weihbischof in Legnica seit 2008

Wappen von Marek Mendyk als Bischof von Świdnica

Wappen von Marek Mendyk als Weihbischof in Legnica

Marek Mendyk (* 18. März 1961 in Głuszyca, Powiat Wałbrzyski, Polen) ist ein polnischer römisch-katholischer Geistlicher und Bischof von Świdnica (deutsch Schweidnitz).

## Leben
Marek Mendyk trat 1981 in das Priesterseminar in Breslau ein und empfing 1987 durch Henryk Roman Kardinal Gulbinowicz im Breslauer Dom das Sakrament der Priesterweihe. Anschließend war er Kaplan in Dzierżoniów. Nach der Errichtung des Bistums Legnica (deutsch Liegnitz) durch die Apostolische Konstitution Totus Tuus Poloniae Populus vom 25. März 1992 wurde er in dieses inkardiniert.
1995 wurde Mendyk an der Katholischen Universität Lublin zum Dr. theol. promoviert. Das Thema seiner Dissertation lautete: „Liturgische Katechese im Licht der nachkonziliarischen Dokumente der Kirche“.
Seit 1995 war er Leiter der Abteilung für Katechese im Generalvikariat des Bistums Legnica. Von Herbst 1999 bis Ende August 2000 war Mendyk im Rahmen eines einjährigen wissenschaftlichen Stipendiums im Bistum Eichstätt tätig. Neben der Teilnahme am Pastoralkurs und an wissenschaftlichen Symposien war er Kaplan der Pfarrei St. Johannes in Neumarkt in der Oberpfalz. Von 2001 bis 2005 war er Dozent am Priesterseminar und von 2002 bis 2006 Direktor des Ausbildungszentrums der Diözese.
Am 5. April 2002 wurde er von Papst Johannes Paul II. zum Kaplan Seiner Heiligkeit (Monsignore) ernannt und 2004 zum Domkapitular des Liegnitzer Domkapitels berufen.
Papst Benedikt XVI. ernannte ihn am 24. Dezember 2008 zum Titularbischof von Rusuccuru und zum Weihbischof in Liegnitz. Die Bischofsweihe spendete ihm der Liegnitzer Bischof Stefan Cichy am 31. Januar 2009 in der Kathedrale St. Peter und Paul in Liegnitz; Mitkonsekratoren waren der Breslauer Erzbischof, Marian Gołębiewski, und der Bischof von Grünberg-Landsberg, Stefan Regmunt. Sein Wahlspruch lautete: In verbo tuo Domine („Auf dein Wort hin Herr“), der dem Lukasevangelium (Lk 5,5 ) entstammt.
Papst Franziskus ernannte ihn am 31. März 2020 zum Bischof von Świdnica. Die Amtseinführung fand nach einer durch die Covid-19-Pandemie bedingten Verzögerung am 12. September desselben Jahres statt.